# Au roi de la bière
Au Roi de la Beer es una antigua cervecería ubicada en el número 119 de la rue Saint-Lazare en el VIII Distrito de París, cerca de la estación de tren de Saint-Lazare.

## Descripción
Consta de planta baja, tres plantas y un ático, ocupa un estrecho solar de diez metros de ancho. La fachada está construida en estilo regionalista alsaciano, en ladrillo y madera chapada, con una estatua de cigüeña en la chimenea. En el centro de la fachada se alza una estatua de Gambrinus, rey de la cerveza.

## Historia
El primer restaurante fue construido en este sitio en 1892 por el arquitecto Chausson. En 1894, su fachada fue completamente modificada y el edificio levantado por el arquitecto Paul Marbeau, por encargo del restaurador alsaciano Jacqueminot Graff.
La fachada y el techo de estilo alsaciano (incluidas las esculturas de Gambrinus y la cigüeña), así como las tres salas contiguas de la planta baja están catalogadas como monumentos históricos desde el 18 de noviembre de 1997.
Desde 1998 alberga un restaurante McDonald's.